# Panaad Stadium
Panaad Stadium – wielofunkcyjny stadion w Bacolod na Filipinach. Jest obecnie używany głównie dla meczów piłki nożnej. Swoje mecze rozgrywają na nim reprezentacja Filipin w piłce nożnej oraz drużyna piłkarska Philippine Army F.C. Stadion może pomieścić 20 000 osób, w tym 15 000 miejsc siedzących. Istnieje również welodrom, który będzie gościć rowerzystów na Southeast Asian Games w 2005 roku.